# Pyramide alimentaire
Pour les articles homonymes, voir Pyramide (homonymie).
Ne doit pas être confondu avec Réseau trophique.

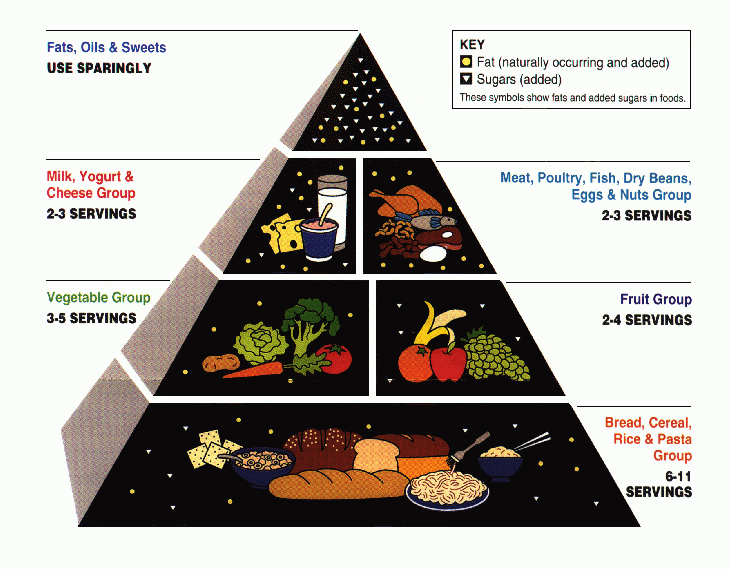
Première pyramide alimentaire proposée en 1992 par le Département de l'Agriculture des États-Unis.

Ancienne pyramide alimentaire actualisée en 2005 et remplacée en 2011 par « MyPlate ».

Depuis 2011, l'assiette « MyPlate » remplace la pyramide alimentaire aux États-Unis.

La pyramide alimentaire est un guide visuel qui se propose d'élaborer un régime alimentaire équilibré. Cette aide graphique est conçue pour conduire le grand public à suivre les conseils diététiques proposés par un organisme ou une société qualifiés en matière de santé. Pour interpréter cette schématisation de la ration alimentaire quotidienne, il est convenu que les aliments placés au sommet ou dans la partie supérieure sont ceux qui doivent être consommés en plus petite quantité et ceux placés vers la base sont ceux que l'on doit consommer avec une plus grande fréquence et en plus grande quantité.

## Création
L'un des premiers modèles de pyramide alimentaire a été conçu en Suède en 1972, par Anna-Britt Agnsäter de la Kooperativa Förbundet (en), à la suite d'une vive polémique dans son pays, pesant l'augmentation du coût de la vie, et la propension d'une partie de la population à être sujette à l'obésité.
Un autre modèle a été mis en place par le ministère américain de l'Agriculture (USDA), et date de 1992 (figure 1) et a été révisée et actualisée en 2005, avec d'importantes modifications (figure 2). Dans la version initiale, issue du Guide diététique pour les Américains, la pyramide était structurée horizontalement, les aliments étant classés dans les groupes suivants :
- céréales et dérivés (à la base de la pyramide) ;
- légumes ;
- fruits frais ;
- lait et produits laitiers ;
- viandes, poissons, œufs et légumes secs ;
- sucres et matières grasses (au sommet de la pyramide).

Dans la nouvelle pyramide (basée sur le Guide diététique pour les Américains paru la même année) les six groupes d'aliments ont été conservés, mais on a remplacé les bandes horizontales par six bandes verticales de couleurs différentes, qui sont, de gauche à droite :
- orangé : céréales et dérivés, de préférence intégraux ;
- vert : légumes frais ;
- rouge : fruits frais ;
- jaune : huiles et graisses ;
- bleu : produit laitiers ;
- violet : viandes, poissons et légumes secs.

Bien que cette nouvelle pyramide ait amélioré certaines limitations de la pyramide originale (on fait une distinction entre les bonnes graisses et les moins recommandables et on incite à la consommation de viandes maigres plutôt que de viandes rouges), elle n'est pas exempte d'inconvénients dans son usage par les consommateurs.
Dans d'autres pays, on a conservé la structure de l'ancienne pyramide pour le dessin d'une pyramide alimentaire adaptée au contexte national. Ainsi, en Espagne, différents modèles de la pyramide alimentaire ont été proposés, suivant le modèle traditionnel, qui a également été actualisé (figure 3). Dans cette dernière, la pyramide est divisée en deux grandes zones : celle du haut, qui regroupe les aliments consommés de manière occasionnelle, et celle du bas, qui contient les aliments à consommer quotidiennement ou chaque semaine.
Finalement, la pyramide alimentaire a été adaptée à divers types de régimes alimentaires, comme la pyramide du régime méditerranéen, qui privilégie la consommation de graisse sous forme d'huile d'olive ou la pyramide du régime végétarien,.
Outre la pyramide alimentaire, d'autres formes d'aides graphiques ont été proposées pour contribuer à la formation nutritionnelle du grand public, par exemple la roue alimentaire.
Depuis 2011, l'assiette « MyPlate » remplace la pyramide alimentaire aux États-Unis.

## Pyramide alimentaire revisitée du pour ou contre

### Pour ou contre?
Le modèle de la pyramide alimentaire s’est imposé comme étant le porte-drapeau de la notion d’équilibre alimentaire. La nutrition est une science en pleine évolution, et les messages qu’elle prodigue doivent être ciblés en fonction des priorités actuelles pour améliorer la santé, mais aussi de la façon dont ces messages sont interprétés, compris et retenus. C’est pour améliorer ces balises nutritionnelles que la pyramide alimentaire, réalisée conjointement par l’Institut Paul Lambin (Haute école Léonard de Vinci) et Diffu-Sciences a été revisitée.
Des pyramides, il en existe beaucoup, plus rares sont celles qui sont conçues et développées sans faire la promotion de l’un ou l’autre produit de marque. Le concept même de la pyramide alimentaire a ses défenseurs, mais aussi ses détracteurs. Les défenseurs y voient un outil de base qui sert de support éducatif pour aborder l’alimentation équilibrée, et dont la seule illustration suffit déjà à introduire l’existence des différentes familles alimentaires, et le fait qu’il existe un rapport de force entre ces familles (notion de proportions). Les détracteurs critiquent essentiellement la trop grande place allouée à la famille des céréales et féculents.
Dans ce débat, « pour » ou « contre », on retrouve en fait ceux qui utilisent la pyramide comme un outil reflétant les recommandations nutritionnelles en vigueur, et ceux qui sont généralement partisans du « low-carb », c’est-à-dire d’une réduction de la proportion d’énergie allouée aux glucides, ce qui est contraire aux recommandations nutritionnelles, tant nationales qu’internationales (OMS).

### Parler de quantité… sans chiffres
Les recommandations nutritionnelles n’ayant pas fait l’objet de bouleversements profonds ces dernières années, la structure de la pyramide n’a pas changé. Le principe reste très simple : plus la famille occupe une place importante dans le graphisme, plus son poids est important dans l’assiette (ou le verre !). D’autres options sont possibles, par exemple parler de volume, de densité énergétique… mais celle du poids est la plus facile à utiliser. Précisons que cette pyramide exprime les recommandations nutritionnelles d’une alimentation équilibrée, et non celles qui seraient préconisées dans le cadre d’un régime particulier. Par souci de simplification des messages, les quantités ont été remplacées par des fréquences d’apparition des aliments au cours de la journée (des événements de consommation), alors que les chiffres plus précis sont utilisés par les diététiciens.
En France, le Programme national nutrition santé (PNNS), au travers son site en ligne Manger bouger propose, plutôt une série de 8 repères nutritionnels auxquels sont associés un repère d'activité physique.

### Activité physique au quotidien
L’activité physique représente le principal compartiment modulable de la dépense énergétique. Et notre mode de vie de plus en plus sédentaire contribue largement au déséquilibre entre les apports énergétiques et les dépenses. L’augmentation du niveau de l’activité physique constitue un objectif de santé publique qu’il est intéressant de coupler (sans toutefois le mélanger) aux conseils nutritionnels. L’activité physique n’est cependant pas intégrée dans la pyramide, parce qu’une pyramide alimentaire reste un schéma dont la structure concerne avant tout ce qui est mis dans l’assiette.
L’objectif premier est bien d’augmenter le niveau d’activité physique au quotidien, et non d’espérer transformer toute la population en de grands sportifs (ce qui serait utopique). De plus, les bienfaits de l’activité physique pour la santé sont nettement plus importants en pratiquant une dépense correspondant à une marche rapide pendant une demi-heure par jour (cinq jours par semaine), qu’en dépensant la même quantité d’énergie lors d’une pratique sportive intensive pratiquée une fois par semaine.
Il ne faut pas être sportif pour avoir une vie physique active, et ce n’est parce qu’on pratique du sport une ou deux fois par semaine, qu’on peut être sédentaire les cinq ou six autres jours de la semaine ! C’est pour insister sur le caractère accessible de l’objectif « bouger au quotidien » que sont représentées surtout des activités faciles à intégrer dans la vie de tous les jours, comme la marche, monter des escaliers et même promener un chien.

### Étages détaillés

#### De l’eau, à volonté
La base de la pyramide est représentée par les boissons non sucrées, avec une emphase particulière pour la seule boisson qui soit physiologiquement indispensable : l’eau. Les boissons non sucrées peuvent être comprises comme les boissons dépourvues de sucres, comme le café, le thé, les tisanes... ou les boissons dépourvues de goût sucré. Ça exclut les boissons « light ». Si le café ou les boissons « light » peuvent contribuer à fournir de l’eau sans fournir d’énergie, elles ne peuvent pas être assimilées à de l’eau pure (de distribution ou en bouteille), qui peut être bue « à volonté ». Privilégier l’eau comme boisson s’inscrit également dans un objectif préventif visant à lutter contre l’excès énergétique et ses répercussions sur le poids, ainsi que le respect du développement du goût chez l’enfant.

#### Fruits et légumes
La majoration de la consommation de fruits et légumes est un objectif prioritaire en matière de santé publique. Selon les recommandations de l’OMS, l’apport en fruits et légumes devrait se situer entre quatre et huit cents grammes, sans autre précision sur la répartition entre fruits et légumes. Le rapport légumes-fruits a toutefois tout intérêt à être supérieur à 1, ce qui explique que le compartiment des légumes est plus important que celui des fruits.
Pour la plupart des gens, atteindre quatre cents grammes de fruits et légumes est déjà un fameux défi. Le message « cinq fois par jour » et « à chaque repas » a inspiré du « cinq par jour » utilisé dans plusieurs pays, et qui correspond à cinq fois quatre-vingts grammes (partie comestible) pour atteindre quatre cents. Parler de « cinq fois » introduit également la notion de diversité au sein de cette famille (fruits, légumes cuits, crudités), ce qui ne serait pas le cas avec seulement « à chaque repas ». Il en faut à chaque repas, et même à plusieurs reprises lors d’un repas (ex : soupe de légumes puis fruits ; crudités puis légumes cuits... et/ou en collation.

#### Céréales et féculents: davantage de complet!
Les céréales et les féculents restent le socle solide le plus important de l’édifice. Il s’agit de la principale source d’énergie d’une alimentation équilibrée et, en poids aussi, ils sont la famille qui pèse le plus lourd dans l’assiette. La proportion d’énergie issue des glucides complexes étant toujours trop faible, il y a lieu de souligner la place de cette famille dans une alimentation équilibrée. Le message principal « à chaque repas » a pour objectif d’assurer la présence de cette famille à chacun des trois repas principaux. Contrairement à la version précédente, la pyramide alimentaire attire désormais l’attention sur l’importance de privilégier, au sein de cette famille, les produits céréaliers complets, dont les atouts santé par rapport à leurs homologues raffinés sont largement documentés. Le choix pour les productions végétales issues de l'agriculture biologique fait également sont chemin pour limiter l'absorption de molécules dont on connaît aujourd'hui la toxicité directe ou par "effet cocktail".

##### Controverse céréales - fruits et légumes
L’étage des céréales reste sous celui des fruits et légumes. Pourquoi ? Tout simplement parce que leur poids moyen dans une alimentation équilibrée est plus important que l’objectif des 400 g de fruits et légumes. Ainsi, pour atteindre 35 % de l’énergie sous forme d’amidon (ce qui est un objectif minimal), cela correspond, pour un bilan énergétique de 2 000 kcal (femme adulte peu active) à : 350 g de pain ou 625 g de pâtes cuites ou 1 040 g de pommes de terre. Ces portions sont plus élevées pour couvrir les besoins d’une femme moyennement active ou ceux d’un homme, même peu actif (2 500 kcal). Cette recommandation est remise en cause par des travaux scientifiques récents mettant en évidence une augmentation du taux d'acide palmitique sanguin, marqueur de risque de maladie cardiovasculaire et de syndrome métabolique.

#### Produits laitiers
Les calculs de journées montrent que pour atteindre les apports recommandés en calcium, les produits laitiers doivent être représentés au moins à raison de deux fois par jour (deux portions), pour des apports de 900 mg (adultes) et trois fois par jour lorsque les ANC sont de 1 200 mg par jour (adolescents, femmes à partir de la ménopause, personnes âgées). D’où le message « deux à trois fois par jour », en précisant qu’une de ces prises doit s’effectuer sous forme de fromage (ce qui constitue aussi une façon de ne pas puiser tout son calcium laitier dans des produits riches en sucres ajoutés).

#### Viande, volaille, poissons, œufs, charcuterie
Ces sources de protéines animales sont utiles, mais souvent présentes en quantités inutilement élevées. Le message « une à deux fois par jour » souligne ainsi leur utilité quotidienne tout en attirant l’attention sur le fait qu’ils ne doivent pas être consommés à chaque repas (contrairement aux céréales, féculents, fruits et légumes).

#### Matières grasses tartinables et de cuisson
Priorité est accordée à la quantité, en montrant que cette famille ne doit pas être inexistante, mais discrète, tout en introduisant la notion de variété des sources. Il n’est pas possible au travers d’une ou deux lignes d’un tel modèle éducatif d’aborder en détail la qualité de la ration lipidique, notamment avec les sources d’oméga-3, etc. Ceci doit faire l’objet d’explications orales ou écrites complémentaires.

#### «Occasionnels»
Sont regroupés ici les aliments qui, contrairement aux autres familles, ne sont pas indispensables à l’équilibre alimentaire (et sont même plus souvent facteurs de déséquilibre). Et si certains professionnels de la santé voudraient les rayer de la carte des recommandations, ils sont cependant une réalité, sont très prisés et doivent donc être « gérés ». On ne les consomme pas pour y puiser de précieux nutriments, mais pour se faire plaisir (ce qui ne dispense pas de se faire plaisir avec d’autres étages de la pyramide). Le terme « occasionnels » a été privilégié parce que le seul nom introduit une notion de fréquence de consommation nettement plus espacée que pour les autres prises alimentaires. Il est complété d’un message quantitatif privilégiant la modération (« en petites quantités »). L’objectif n’est pas de stigmatiser des produits qui peuvent trouver leur place dans une alimentation équilibrée, mais d’arriver à ce que la place accordée à ces aliments gras et/ou sucrés soit au moins effectuée en connaissance de cause.

#### Alcool
Les recommandations concernant l’alcool restent 0 à 4 % de l’apport énergétique total. En pratique, cela signifie que l’on peut tolérer quotidiennement 1 à 2 verres de bière (à environ 5% d'alcool) ou de vin. L’alcool n’est cependant pas repris dans le visuel de base de la pyramide, pour que le modèle puisse s’appliquer à une cible plus large comme les enfants, et pas uniquement aux adultes.

## Dans la culture populaire
- La pyramide et son système sont parodiés dans l'épisode de South Park Ebola sans gluten.

## Source
- Cet article est partiellement ou en totalité issu du site diffu-sciences.com, le texte ayant été placé par l’auteur ou le responsable de publication sous la licence de documentation libre GNU ou une licence compatible.